# Epidermophyton inguinale
Epidermophyton inguinale är en svampart som beskrevs av Sabour. 1907. Epidermophyton inguinale ingår i släktet Epidermophyton och familjen Arthrodermataceae.   Inga underarter finns listade i Catalogue of Life.